# Temascalcingo
Temascalcingo là một đô thị thuộc bang México, México. Năm 2005, dân số của đô thị này là 58169 người.